# Жена
Жена је одрасло људско биће женског пола (тј. особа која продукује женске полне ћелије). Ради продужења врсте, жена упражњава полне односе са мушкарцем, односно са мужјаком људског бића.
Термин жена је обично резервисана за одраслу особу, док се термин девојка (или девојчица, у деминутиву) обично користи за женско дете или адолесцента. У погледу пола, жена може бити и особа чији се пол разликује од њеног родног идентитета, или чије полне карактеристике се не подударају са типичним појмовима мушкарца или жене (интерсексуалност).
У српском језику, појам жена се такође користи у значењу супруга („моја жена”).

## Развој и етимологија
Одрастање жене период је у животу сваке жене из којега она прелази из детета у одраслу особу, барем на телесни начин. Жена тај период започиње менструацијом. Многе културе, као нпр. у јудаизму, имају посебну церемонију звану бат-мицва.
Израз жена се користити уопштено у било којем добу њеног живота, или конкретније када се жели назначити доба и разлучити од младе жене, девојке или цуре. У данашњем времену, израз девојка се такође користи и за неудану жену. Феминисткиње су се током 1970-их строго успротивиле том називу те употреба израза девојка код одрасле особе може значити увреду. Занимљива је и ситуација да латински израз femina, откуд је и сам феминистички покрет добио назив, значи она која је сисана (од латинскога корена felo = сисати), стога су се и око самог назива покрета водиле полемике.
У неким облицима израз девојка се може односити и на одраслу жену у свакодневним ситуацијама (као нпр. девојачка вечер) и међу старијим женама. У овом случају, израз девојка може се упоредити с изразом дечко за мушкарца. Ипак, и међу либералним културама, реч девојка често се сматра увредљивим ако се користи код старијих жена.
Осим већ наведених израза, у широкој употреби је и реч женственост, што означава женску особу с карактеристичним женским понашањем.

### Биолошки симбол
Симбол за планету и богињу Венеру или Афродиту код Грка је знак који се исто тако користи у биологији за женски пол. То је стилизована репрезентација ручног огледала богиње Венере, или апстрактни симбол за богињу: круг са малим једнакостраничним крстом испод њега. Симбол Венере исто тако представља женственост, а у древној алхемији је означавао бакар. Алхемичари су конструисали симбол од круга (који представља дух) изнад једнакостраничног крста (који представља материју).

## Терминологија
Женственост је раздобље у животу људске жене након што је прошла кроз детињство и адолесценцију, углавном око узраста од 18 година.
Реч жена се може генерално користити, за означавање било које женске особе или специфично, може се односити на одраслу женску особу у контрасту са „девојчицом”. У енглеском језику је реч girl оригинално означавала „младу особу било ког пола”; тек почетком 16. века почела је да значи специфично „женско” дете. Термин девојка се понекад колоквијално користи за ословљавање младе или неудате жене. Током раних 1970-их, феминисткиње су доводиле у питање такву употребу, јер употреба ове речи за потпуно одрасле жене може имати увредљиве конотације. Конкретно, ранији заједнички изрази као што је „канцеларијска девојка” више нису у широкој употреби. Насупрот томе, у одређеним културама које повезују породичну част са женском невиношћу, реч девојка (или њен еквивалент на другим језицима) се још увек користи за неудату жену; у том смислу она се користи на начин који је приближно аналоган мање или више застарелој енглеској речи maid или maiden.
Постоје различите речи које се односе на својство постојања као жена. Термин „женственост” означава само стање постојања жене, која је прошла менарху (први менструални циклус); „феминитет” се односи на скуп типичних женских квалитета везаних за одређени став према родној улози; „женство” је попут „феминитета”, али се обично повезује са другачијим погледом на родне улоге; „фемалност” је општи термин, али се често користи као скраћеница за „људску фемалност”; „преслица” (енгл. distaff) је архаични придев који произилази из конвенционалне улоге жене као преље, који се сада користи само као намерни архаизам.
Менарха, почетак менструација, јавља се у просеку при узрасту 12—13. Многе културе имају обред пролазности да симболизују девојчино одрастање, као што је конфирмација у неким гранама хришћанства, бат-мицва у јудаизаму, или чак само обичајна специјална прослава одређеног рођендана (генерално између 12. и 21. године), као што је кинсеањера у Латинској Америци.

## Историја
Најраније жене чије су имена позната кроз археологију укључују:
- Нејтхотеп (c. 3200. п. н. е.), жена Нармера и прва краљица древног Египта.[8][9]
- Мернеит (c. 3000. п. н. е.), супруга и регент древног Египта током Прве династије. Могуће је да је она и сама била владар Египта.[10][11]
- Мерит Птах (c. 2700. п. н. е.), такође је живела у Египту и најранији је познати женски лекар и научник.[12]
- Песешет (c. 2600. п. н. е.), лекар у старом Египту.[13][14]
- Пуаби (c. 2600. п. н. е.), или Шубад – краљица Ура чија гробница је откривена са мноштвом скупих артефаката. Друге познате пресаргонске краљице Ура (краљевске супруге) су Ашусикилдигир, Нинбанда, и Гансаману.[15]
- Кубаба (circa 2500. п. н. е.), гостионичарка из Киша коју је изабрало Нипурско свештенство да постане хегемонијски владар Сумера, и у каснијим годинама је обожавана као богиња „Кубаба”.
- Ташлултум (c. 2400. п. н. е.), Акадска краљица, жена Саргона Акадскиг и мајка Енхедуана.[16][17]
- Баранамтара (c. 2384. п. н. е.), проминентна и утицајна краљица, жена Лугаланде из Лагаша. Друге познате пресаргонске краљице прве Лагошке династије су Менбара-абзу, Ашумерен, Нинкилисуг, Димтур, и Шагшаг, а и имена неколико принцеза је исто тако познато.
- Енхедуана (c. 2285. п. н. е.),[18][19] висока свештеница храма Бога Месеца у сумерском граду-држави у Уру и вероватно први познати песник и први именовани аутор било којеg пола.[20]
- Шибту (c. 1775. п. н. е.), супруга краља Зимри-Лиме и краљица сиријског града-државе Мари. Током одсуства свог мужа, она је владала као регент Марија и имала је широку административну моћ као краљица.[21]

### Социолошки статус жена кроз историју
У бројним праисторијским културама, улога жена била је у обради земље и припитомљавању животиња, док би мушкарци ловили дивљач.
С настанком патријархалног друштва, примарни задатак жена био је одгајање деце, а мушкарац је био задужен за издржавање породице. У патријархалном друштву, породица у којој жена није радила био је пример добростојеће породице. Жена је радила само ако је то било неопходно за преживљавање породице. У самом друштву, жене нису имале право гласа, образовање им је било ограничено на читање и писање, ручне радове, и гајење деце, а саме оне су сматране неспособним да се старају саме о себи.
У 19. веку, долази до настанка феминизма, чији је најистакнутији представник била Клара Цеткин. Феминисткиње су захтевале потпуну једнакост жена и мушкараца. Највећа препрека том покрету биле су (и још увек су) предрасуде које су стваране вековима и које су стварале неједнакост. Феминисткиње су захтевале да се одбаци идеал жене домаћице. Међутим, тек ће крај Првог светског рата донети озбиљније промене у статусу жене у друштву. Како су сви мушкарци били на фронту, жене су морале да преузму послове које су ти мушкарци оставили отишавши у рат. У фабрикама, нарочито фабрикама оружја, раднички редови су се састојали од жена. Жене су вариле, лиле, и правиле топове и муницију. Такође је огроман број жена отишао на фронт као медицинско особље, где су радиле као болничарке и неговале рањенике. Након завршетка рата, многе од њих су одбиле да се врате у улогу домаћице, а и само друштво у многим земљама је почело да мења тврдокорне патријархалне ставове.
Данас у многим земљама света жене су доста изједначене са мушкарцима, а социолошка свест друштва се полако мења. Све је више жена које активно учествују у друштвеном, економском и политичком животу једне земље. Неке земље имају жене на месту председника или других битних политичких положаја. Међутим, још увек постоји дискриминација жена, чак и у најнапреднијим друштвима, почев од насиља у породици до неједнаких материјалних прихода за обављање истог посла. С друге стране, у примитивнијим друштвима многа људска права жена се крше, почев од потпуне потчињености мушкарцу да одлучује о њеној судбини и животу, било да се ради о мужу или оцу, брату, преко благонаклоног гледања на убиства жена са њихове стране због кршења неког од патријархалних закона, до физичког сакаћења (аблација) које је још увек присутно у неким афричким земљама.

### Насиље над женама
Специфични облици насиља који погађају жене укључују сакаћење женских гениталија, трговину сексом, присилну проституцију, присилни брак, силовање, сексуално узнемиравање, убиства из части, бацање киселине и насиље у вези са миразом. Владе могу бити саучесници у насиљу над женама, на пример када се каменовање користи као законска казна, углавном за жене оптужене за прељубу.
Декларација УН о елиминацији насиља над женама дефинише „насиље над женама“ као:
сваки чин родно заснованог насиља који доводи до, или би могао да доведе до физичке, сексуалне или менталне повреде или патње за жене, укључујући претње таквим радњама, принуду или произвољно лишавање слободе, било да се дешава у јавном или приватном животу.
Она идентификује три облика таквог насиља: оно које се дешава у породици, оно које се дешава унутар опште заједнице и оно које врши или одобрава држава . Такође се наводи да је „насиље над женама манифестација историјски неједнаких односа моћи између мушкараца и жена".
Насиље над женама остаје широко распрострањен проблем, подстакнут, посебно ван Запада, патријархалним друштвеним вредностима, недостатком адекватних закона и недостатком спровођења постојећих закона. Друштвене норме које постоје у многим деловима света ометају напредак ка заштити жена од насиља. На пример, према истраживањима УНИЦЕФ-а, проценат жена од 15 до 49 година које сматрају да је муж оправдано да удари или туче своју жену под одређеним околностима је чак 90% у Авганистану и Јордану, 87% у Малију, 86 % у Гвинеји и Источном Тимору, 81 % у Лаосу и 80 % у Централноафричкој Републици. Истраживање из 2010. које је спровео истраживачки центар Пев открило је да каменовање као казну за прељубу подржава 82% испитаника у Египту и Пакистану, 70% у Јордану, 56% у Нигерији и 42% у Индонезији.
Било је и много облика насиља над женама који су преовлађивали историјски, посебно спаљивање вештица, жртвовање удовица (као што је сати) и везивање ногу. Гоњење жена оптужених за вештичарење има дугу традицију; на пример, током раног модерног периода (између 15. и 18. века), суђења вештицама била су уобичајена у Европи и у европским колонијама у Северној Америци. Данас постоје региони у свету (као што су делови подсахарске Африке, рурална северна Индија и Папуа Нова Гвинеја) где многи људи верују у вештичарење, а жене оптужене да су вештице су изложене озбиљном насиљу. Поред тога, постоје и земље које имају кривично законодавство против бављења вештичарењем. У Саудијској Арабији вјештичарење остаје злочин за који се кажњава смртном казном, а 2011. у Саудијској Арабији је одрубљена главу жени због 'врачања и чаробњаштва'.
Такође је случај да су одређени облици насиља над женама тек последњих деценија препознати као кривична дела и нису универзално забрањени, јер их многе земље и даље дозвољавају. Ово је посебно случај са силовањем у браку. У западном свету постоји тренд ка обезбеђивању родне равноправности у браку и кривичном гоњењу насиља у породици, али у многим деловима света жене и даље губе значајна законска права приликом склапања брака.
Сексуално насиље над женама увелико расте током рата и оружаних сукоба, током војне окупације или етничких сукоба; најчешће у виду ратног силовања и сексуалног ропства. У Колумбији је оружани сукоб такође довео до повећаног сексуалног насиља над женама. Најновији случај био је сексуални џихад који је извршио ИСИЛ, где је 5000-7000 језидских и хришћанских девојака и деце продато у сексуално ропство током геноцида и силовања језидских и хришћанских жена, од којих су неке скочиле у смрт са планине Синџар, како је описано у изјави сведока.
Закони и политике о насиљу над женама разликују се у зависности од надлежности. У Европској унији сексуално узнемиравање и трговина људима подлежу директивама.

## Биологија
Биолошки, жене нормално имају женске полне органе. Женски полни органи део су репродуктивног система и примарно служе за развијање заметка (ембриона) у телу жене, а секундарно за привлачење мужјака, конкретно мушкарца. У јајницима сазревају јајне ћелије, које у процесу оплодње сперматозоидима дају заметак. Грана медицине која се бави женским полним системом зове се гинекологија. Материца је орган који штити и помаже у развоју заметка. Након прве менструације, жене постају спремне за трудноћу. Жене досежу менопаузу (престанак менструације) у касним четрдесетим или раним педесетим годинама свог живота. Тада јајници престају производити естроген и жене не могу више затруднети. Женске груди еволуирале су из млечне жлијезде, а примарна им је улога дојење малог детета. За разлику од већине других сисара, људски животни век обично траје много година након менопаузе. Многе жене постају баке и доприносе бризи о унуцима и другим члановима породице. Многи биолози верују да је продужени људски животни век еволуцијски вођен селекцијом сродника, иако су предложене и друге теорије.
Жене болују већином од истих болести као и мушкарци, иако су неке болести специфичне искључиво за жене. Код болести које су својствене и мушкарцима и женама, симптоми су исти или врло слични, али лечење и одговор на лекове често је одраз индивидуалне варијабилности.
У просеку се рађа више мушке деце од женске (однос је израчунат на приближно 105:100). Иако се рађа мање жена него мушкараца (однос је око 1:1,05), већа је вероватноћа да ће новорођене девојчице доживети свој први рођендан него дечаци, а жене обично имају дужи животни век од шест до осам година, иако у неким областима полно заснована дискриминација жена смањила је очекивани животни век жена на нижи или једнак животном веку мушкараца. Од укупне људске популације 2015. године на 100 жена долазило је 101,8 мушкараца. Разлике у очекиваном животном веку делом су последица инхерентних биолошких предности, али такође одражавају разлике у понашању између мушкараца и жена. Јаз се у неким развијеним земљама донекле смањује, вероватно због повећаног пушења међу женама и смањења стопе кардиоваскуларних болести међу мушкарцима. Светска здравствена организација (СЗО) наводи да је „важно напоменути да додатне године живота за жене не живе увек у добром здрављу“.

## Здравље
Здравље жена се односи на здравствена питања специфична за људску женску анатомију. Постоје болести које првенствено утичу на жене, као што је лупус. Исто тако, постоје за пол везана обољења која се чешће или искључиво јављају код жена, e.g, рак дојке, рак грлића материце, или рак јајника. Жене и мушкарци могу да имају различите симптоме болести и могу да имају различите реакције на медицинске третмане. Ову област медицинског истраживања изучава родна медицина.
Питањем здравља жена су се бавиле многе феминисткиње, а посебно облашћу репродуктивног здравља. Здравље жена је позиционирано у оквиру ширег тела знања које наводи, између осталог, Светска здравствена организација, која наглашава значај пола као социјалне детерминанте здравља.
Материнска смртност или умирање мајки СЗО дефинише као „смрт жене током трудноће или у року од 42 дана од престанка трудноће, без обзира на дужину трајања и место трудноће, из било којег узрока који се односи на или отежава трудноћа или њено управљање, али не од случајних или инцидентних узрока.” Око 99% материнске смртности се јавља у земљама у развоју. Више од половине њих се јавља у Подсахарској Африци и скоро једна трећина у јужној Азији. Главни узроци материнског морталитета су тешко крварење (углавном крварење након порођаја), инфекције (обично након порођаја), прееклампсија и еклампсија, небезбедни абортус и компликације трудноће услед маларије и . Већина европских земаља, Аустралија, као и Јапана и Сингапур, веома су безбедни у погледу порођаја, док су подсахарске земље најопасније.

## Одећа, мода и правила облачења
Жене у различитим деловима света се облаче на различите начине, а на њихов избор одеће утичу локална култура, верска начела, традиције, друштвене норме и модни трендови, између осталих фактора. Различита друштва имају различите идеје о скромности. Међутим, у многим областима, избор жена у погледу облачења није увек слободан, са законима који ограничавају шта могу или не смеју да носе. Ово се посебно односи на исламску одећу. Док одређене области односно јурисдикције законски предвиђају ношење такве одећу (ношење мараме), друге земље забрањују или ограничавају ношење одређене одеће са хиџабом (као што је бурка / покривање лица) на јавним местима (једна таква земља је Француска). Ови закони – и оне које обавезују и оне које забрањују одређене делове одеће – веома су контроверзни.

## Религија
Поједине верске доктрине имају посебне одредбе које се односе на родне улоге, друштвену и приватну интеракцију између полова, одговарајућу одећу за жене и разна друга питања која утичу на жене и њихов положај у друштву.
У многим земљама, ова верска учења утичу на кривични закон, или породични закон (види шеријатски закон, на пример). О односу вере, закона и родне равноправности расправљале су међународне организације.

## Образовање
Једнополно образовање је традиционално доминантно и још увек је веома релевантно. Универзално образовање, што значи основно и средње образовање које обезбеђује држава независно од пола, још увек није глобална норма, чак и ако се претпоставља у већини развијених земаља. У неким западним земљама жене су надмашиле мушкарце на многим нивоима образовања. На пример, у Сједињеним Државама 2005/2006. године жене су стекле 62% диплома, 58% диплома бачелор, 60% магистарских и 50% доктората.
Родни јаз у образовању у земљама Организације за економску сарадњу и развој (ОЕЦД) смањен је у последњих 30 година. Млађе жене данас имају много већу вјероватноћу да су завршиле терцијарну квалификацију: у 19 од 30 земаља ОЕЦД-а, више него двоструко више жена старости од 25 до 34 године завршило је терцијарно образовање него жена од 55 до 64 године. У 21 од 27 земаља ОЕЦД-а са упоредивим подацима, број жена које дипломирају на универзитетским програмима једнак је или је већи од броја мушкараца. Девојчице од 15 година имају тенденцију да показују много већа очекивања од своје каријере него дечаци истог узраста. Док жене чине више од половине дипломацауниверзитета у неколико земаља ОЕЦД-а, оне добијају само 30% терцијарних диплома стечених у области науке и инжењерства, а жене чине само 25% до 35% истраживача у већини земаља ОЕЦД-а.

## Писменост
Светска писменост је нижа за жене него за мушкарце. CIA World Factbook представља процену из 2010. која показује да је 80% жена писмено, у поређењу са 88,6% мушкараца (старих 15 и више година). Стопе писмености су најниже у јужној и западној Азији и у деловима подсахарске Африке.

## У политици
Жене су недовољно заступљене у влади у већини земаља. У јануару 2019, светски просек жена у националним скупштинама био је 24,3%. Бирачко право је грађанско право гласа, а женски покрети за право гласа имају дугу хронологију . На пример, право гласа жена у Сједињеним Државама је постигнуто постепено, прво на државном и локалном нивоу крајем 19. и почетком 20. века, затим 1920. године када су жене у САД добиле опште право гласа усвајањем Деветнаестог амандмана на Сједињене Државе. Устав . Неке западне земље су споро дозвољавале женама да гласају, посебно Швајцарска, где су жене стекле право гласа на савезним изборима 1971. године, а у кантону Апенцелл Инероден жене су добиле право да гласају о локалним питањима тек 1991. године, када је кантон је на то натјерао Федерални врховни суд Швајцарске; и Лихтенштајн, 1984. године, путем референдума о праву гласа за жене.

## Галерија
- Жена у традиционалној арапској ношњи
- Фотографија Францускиње из 1890. године
- Српкиња у традиционалној ношњи из Призрена
- Жена из Етиопије
- Жена са традиционалном маском из Мозамбика
- Маико из Јапана